# Шепсс, Георг
Гео́рг Шепсс (лат. Georgius Schepss; нем. Georg Schepß; 25 декабря 1852, Швайнфурт — 4 сентября 1897, Шпайер) — выдающийся немецкий филолог, богослов. 
Шепсс родился в Швайнфурте, где с отличием закончил местную гимназию, здесь на него оказал сильное влияние как педагог уважаемый профессор философии Карл Байер Айнфлус (нем. Carl Bayer Einfluß). Шепсс учился с 1871 по 1875 год в университетах Эрлангена, Мюнхена и Страсбурга классической филологии. В Страсбурге Шепсс становится учеником Вильгельма Штудемунда. Георг Шепсс получил докторскую степень в 1875 году, защитив диссертацию на тему "de soloecismo" (солецизм). После прохождения государственного экзамена Шепсс работал с осени 1875 года по сентябрь 1876 года в качестве ассистента в гимназии в Ансбахе; с октября 1876 года он учитель в латинской школе (прогимназии) Динкельсбюля в Баварской Средней Франконии. Весной 1880 года последовал перевод Шепсса в качестве школьного учителя  в среднюю школу Вюрцбурга, где он и умер в 1897 году. Шепсс издал по поручению Венской академии часть философских сочинений Боэция. В Вюрцбургской библиотеке ему удалось найти интересные рукописные материалы из истории Вюрцбургского университета («Magistri Petri Poponis Colloquia de scholis Herbipolensibus», 1882; «Die Gedichte des Magisters Petrus Popon», 1884), а также неизвестные до того времени произведения еретика Присциллиана, IV века («Priscillian, ein neuaufgefundener lat. Schriftsteller des IV Jahrh.», 1886; издание Присциллиана, В., 1889; «Notiz zu Pr.», 1890; «Pro Priscilliano», 1894). Из других работ Шепсса выделяются «Die ältesten Evangelienhandschriften der Würzburger Universitätsbibliothek» (1887); «Conradi Hirsaugiensis dialogus super auctores sive Didascalon» (1889); «Aus lat. Bibelhandschriften zu den Büchern Samuelis» (1895).
О Шепссе в «Biographisches Jahrbuch für Altertumskunde» (XXI, 1898), где приведен полный библиографический список его трудов.

## Труды
- Anicii Manlii Severini Boethii In Isagogen Porphyrii commenta. (Vindobonae, F. Tempsky, 1906),
- Conradi hirsaugiensis. Dialogus super auctores, sive Didascalon. Eine literaturgeschichte aus dem XII. jahrhundert, (Würzburg, A. Stuber, 1889),
- Die ältesten Evangelienhandschriften der Würzburger Universitätsbibliothek. (Würzburg, A. Stuber's Verlagsbuchhandlung, 1887)
- Handschriftliche Studien zu Boethius de consolatione philosophiae [microform]. (Würzburg, Druck der Thein'schen Druckerei (Stürtz), 1881)
- Priscillian, ein Neuaufgefundener Lat. Schriftsteller des 4. Jahrhunderts ; Vortrag gehalten am 18. Mai 1886 in der philologisch-historischen Gesellschaft zu Würzburg / (Würzburg : A. Stuber, 1886)
- Priscilliani qvae svpersvnt. (Vindobonae, F. Tempsky, 1889), by Bishop of Avila Priscillian, Paulus. Commonitorium de errore Priscillianistarum et Origenistarum Orosius, Paulus. Commonitorium de errore Priscillianistarum et Origenistarum. 1889 Orosius, and Georg Schepss
- Priscilliani qvae svpersvnt. (Vindobonae, F. Tempsky, 1889), also by Bishop of Avila Priscillian, Paulus. Commonitorium de errore Priscillianistarum et Origenistarum Orosius, and Paulus. Commonitorium de errore Priscillianistarum et Origenistarum. 1889 Orosius, ed. by Georg Schepss
- Zwei Maihinger handschriften (hauptinhalt: Sallust und Cicero). [Progr.] (Dinkelsbühl, 1878)